# Joost

A Joost saját szoftveres felülete 2007-ben

A Joost (~dzsúszt) egy böngésző-alapú internetes szoftver volt tévéműsorok és egyéb filmek lejátszására. A programot fejlesztő céget Niklas Zennström és Janus Friis, a (Skype és a Kazaa szoftver szerzői) alapították, miután a Skype-ot 1,9 milliárd euróért megvette tőlük az eBay.
2007. és 2008. között a Joost peer-to-peer technológiát használt a filmek továbbítására, lejátszásukat önállóan futó szoftver biztosította. 2008 decemberétől átálltak egy böngésző alapú, flashes lejátszóra.
Az online videópiac telítettsége és a vártnál gyengébb reklámbevételek miatt azonban a Joost nem váltotta be a hozzá fűzött reményeket. Jelentősebb konkurensévé vált az NBC, ABC és Fox amerikai tévécsatornák műsorait böngészőben mutató Hulu, valamint a YouTube. 2009 júliusától megindult a cég leépítése, november 24-én a cég vagyontárgyait felvásárolta az online reklámozással foglalkozó Adconion Media Group.

## Története
A Joost fejlesztését a Baaima N.V. 2006-ban kezdte meg a The Venice Project kódnéven. Zennström és Friis egy nagyjából 150 szoftverfejlesztőből álló gárdát toborzott össze a világ féltucatnyi nagyvárosában, többek között New Yorkban, Leidenben és Toulouse-ban.
A Joost a kezdetekben egy peer-to-peer videóátviteli infrastruktúrából és egy külön lejátszó szoftverből állt. A cég szerződést kötött számos neves tartalomszolgáltatóval, így többek között a Warner Music-kal, az Endemol műsorprodukciós céggel és a Viacommal (MTV Networks, Paramount Pictures). Az üzleti modell szerint ezekkel a prémium csatornákkal jelentős nézettséget lehetett volna elérni, amelyekből magas reklámbevételek származhatnak.
A Joost lejátszó megjelenésének idejére azonban a különálló szoftver versenyelőny helyett technológiai hátránynak bizonyult, mivel egy böngészőben futtatható flashes lejátszóval szemben megnehezítette a tartalmakhoz való hozzáférést – így korlátozta a potenciális nézőszámot
2008-ban a Joost áthelyezte a székhelyét Londonba, ahol nagyjából 20 főt foglalkoztatott. A Joost adásaihoz való könnyebb hozzáférés, és ezáltal a nézettség növelése érdekében 2008. decemberétől a Joost felhagyott a különálló médialejátszó szoftver fejlesztésével, használatával, és átállt egy böngészőbe integrált flashes lejátszóra. A 2008 novemberében elkészült iPhone médialejátszót több mint egy millióan töltötték le az Apple online piacteréről, az App Store-ból.
Az online videópiac telítettsége és a vártnál gyengébb reklámbevételek miatt azonban a Joost 2009 júliusában bezárta a londoni irodáját és megkezdte a cég végelszámolását. A 2007-ben szerzett, 45 millió dolláros kockázati tőkebefektetés elfogyott. 2009. november 24-én a cég megmaradt vagyontárgyait és technológiáját ismeretlen összegért megvásárolta az online reklámozással foglalkozó Adconion Media Group.

## Peer-to-peer technológia
A program a kezdetekkor peer-to-peer technológián alapult és megközelítően tévé-minőségű mozgóképet adott. A Joost szoftvere interaktív televíziózást tett lehetővé – a műsort nézők félig áttetsző widgeteken keresztül a műsorhoz kapcsolódó hírekhez, fórumokhoz, műsorértékelésekhez és chatokhoz férhetnek hozzá.
A szoftver 2007. februári változata a XULRunner XML alapú programcsomagját használta, a hangkezelést pedig a ZAP Media Kiten keresztül végezte. A peer-to-peer réteg a Joltid cégtől származott, amely többek között a Skype peer-to-peer rétegét is fejlesztette. A videólejátszáshoz a Joost a CoreAVC H.264/MPEG-4 videó dekódert használta.
A Joost meglehetősen sok nyílt forráskódú szoftvert is használt, ezek közül az ismertebbek: Mozilla, SQLite, Apache, Ubuntu, Perl, PHP, Python.

## Idősík
- 2000. január: Az Apple World Wide Developers Conference-en bejelentik az első IPTV szoftvert
- 2006. július: 45 millió dolláros kockázati tőkebefektetés (Sequoia Capital, Index Ventures, CBS, Viacom)
- 2006. október: Bejelentik a The Venice Project kódnevű programot.
- 2006. december: Megkezdődik a meghívásos bétatesztelési fázis.
- 2007. január 16.: Bejelentik a program hivatalos nevét: Joost
- 2007. február 17.: Megkezdődik a Mac OSX változatok bétatesztelése.
- 2007. február 20.: A Viacom bejelenti, hogy a Joost műsorszolgáltatási kulcspartnere lesz.
- 2007. október: Vége a korlátozott bétatesztelésnek, a Joost az egymillió bétatesztelő mellett mindenki más számára is elérhetővé válik. Ugyanekkor indul be a későbbi nagy konkurens, a Hulu.[1]
- 2007. december: Az Adobe kiadja a Flash 9 harmadik frissítését, amelynek köszönhetően könnyebbé válik a magasfelbontású filmek böngészőn keresztüli lejátszása. A Hulu magáévá teszi a technológiát, a Joost nem.[1]
- 2008. április: A Joost megkezdi a visszavonulást, bejelenti hogy a világpiac helyett ezután csak az amerikai piacra koncentrál[1]
- 2008. november: A Joost weboldala ebben a hónapban 1,2 millió amerikai és további 1 millió külföldi látogatót vonz – a YouTube összesen 100, a Hulu 23 milliót. A Joost nyereségesre fordulását 2009. végére várják.[1]
- 2008. november: Megjelenik az Joost iPhone-os lejátszója, három hónap alatt több mint egy millióan töltik le.[2]
- 2008. december 17: Megszűnik a peer-to-peer szoftveres lejásztó. Felváltja egy böngészőben futó Flash alkalmazás, de már túl későn ahhoz, hogy a Joost versenyben maradhasson.
- 2009. július: Bezárják a londoni, majd később a hollandiai irodát, a megmaradt New York-i irodában is leépítések vannak.
- 2009. július: Bejelentik a Joost átalakítását, a technológiát más cégek használatára kívánják értékesíteni
- 2009. november 24: A Joost megmaradt vagyontárgyait és technológiáit felvásárolja az online reklámozással foglalkozó Adconion Media Group.[3]

## Lásd még
- IPTV